# Молдовица (Сучава)
Молдoвица (рум. Moldoviţa) насеље је у Румунији у округу Сучава у општини Молдовица.. Oпштина се налази на надморској висини од 696 m.

## Становништво
Према подацима из 2012. године у насељу је живело 4985 становника.

### Попис2002.
| Расподела становништва по националности 2002.‍ | Расподела становништва по националности 2002.‍ | Расподела становништва по националности 2002.‍ | Расподела становништва по националности 2002.‍ | Расподела становништва по националности 2002.‍ |
| --------------------------------------------- | --------------------------------------------- | --------------------------------------------- | --------------------------------------------- | --------------------------------------------- |
|                                               |                                               |                                               |                                               |                                               |
| Румуни                                        | Румуни                                        |                                               | 4.763                                         | 94,9%                                         |
| Украјинци                                     | Украјинци                                     |                                               | 209                                           | 4,2%                                          |
| Немци                                         | Немци                                         |                                               | 37                                            | 0,7%                                          |
| Словаци                                       | Словаци                                       |                                               | 4                                             | 0,1%                                          |
| Пољаци                                        | Пољаци                                        |                                               | 5                                             | 0,1%                                          |